# Постольное (Харьковская область)
Постольное (укр. Постольне) — село, Одноробовский сельский совет, Золочевский район, Харьковская область, Украина.
Код КОАТУУ — 6322684508. Население по переписи 2001 года составляет 75 (38/37 м/ж) человек.

## Географическое положение
Село Постольное находится в 4-х км от реки Уды (правый берег).
К селу примыкают сёла Ковали, Мартыновка и посёлок Снеги. По селу протекает безымянная речушка с запрудами, выше по течению которой на расстоянии в 1 км расположено село Одноробовка, ниже по течению — село Цилюрики.
На расстоянии в 1 км расположена железнодорожная станция Снеги, в 2-х км проходит автомобильная дорога Т-2103.

## История
- 1700 — дата основания.